# Niall McGinn
Niall McGinn (* 20. Juli 1987 in Donaghmore) ist ein nordirischer Fußballnationalspieler auf der Position eines Mittelfeldspielers. Er steht beim FC Dundee unter Vertrag. Aktuell ist er an den Glentoran FC verliehen.

## Karriere

### Verein
McGinn begann seine Karriere bei den Dungannon Swifts in seiner Heimat Nordirland. In seiner ersten vollen Saison 2007/08 wurde er in der höchsten nordirischen Spielklasse mit dem Team Zehnter. In der Saison zuvor durfte McGinn bereits internationale Luft schnuppern, als er mit Dungannon im UI-Cup antritt. Im Spiel gegen den Vertreter aus Island Keflavík ÍF, spielte der Mittelfeldspieler bis zur 69. Minute, ehe er gegen Mark Scott ausgewechselt wurde. Im Winter 2008/09 wechselte er zu Derry City in die höchste irische Spielklasse. Am Ende der Saison wurde der dritte Platz belegt, und daraufhin wechselte McGinn in der Übertrittszeit 2009/10 zu Celtic Glasgow nach Schottland. Sein Debüt in der Scottish Premier League gab der Nordire am 12. September 2009 gegen Dundee United. Er stand dabei in der Startelf, wurde aber in der 79. Minute für Kōki Mizuno ausgewechselt. Auch in der ersten Europa-League-Saison 2009/10 wurde er fünfmal eingesetzt. Celtic war in den Play-offs der UEFA Champions League am FC Arsenal gescheitert, dem Vierten der Premier League 2008/09, durfte aber in der Gruppenphase der Europa League weiter spielen. Hier belegte Celtic hinter dem israelischen Vizemeister Hapoel Tel Aviv und dem Bundesliga-Fünften Hamburger SV nur den dritten Platz. In der Meisterschaft mussten sie sich Dauerrivale Glasgow Rangers beugen und wurden mit sechs Punkten Rückstand Vizemeister. Dabei waren sie beste Mannschaft der Meisterschafts-Play-offs, konnten die 11 Punkte Rückstand aus der ersten Runde nicht wett machen. Celtic war damit aber für die 3. Qualifikationsrunde der UEFA Champions League 2010/11 qualifiziert, in der die Mannschaft am portugiesischen Vizemeister Sporting Braga scheiterte, McGinn aber nicht berücksichtigt wurde. In der Saison 2010/11 hatte Celtic nach der ersten Runde nur einen Punkt Rückstand auf die Rangers, konnte in den Meisterschafts-Play-offs diesen aber nicht mehr aufholen und wurde erneut Vizemeister. Im Scottish FA Cup 2010/11 gewann Celtic das Finale gegen den FC Motherwell, McGinn kam im gesamten Pokalwettbewerb aber zu keinem Einsatz. Im Juli 2011 wurde er an den englischen Drittligisten FC Brentford ausgeliehen, bei dem er es mit 37 Ligaspielen auf mehr Einsätze brachte als bei Celtic in zuvor zwei Spielzeiten. Im Juli 2012 wechselte er dann ablösefrei zum FC Aberdeen und spielte wieder in der Scottish Premier League. In seiner ersten Saison bei den „Dons“ musste er in die Abstiegs-Playoffs, die die Mannschaft aber problemlos überstand. Mit 20 Toren war McGinn viertbester Torschütze. In der folgenden Saison war er zwar mit 13 Toren nur noch einer der beiden siebtbesten Torschützen, die Dons schlossen aber die 1. Runde als zweitbeste Mannschaft ab und waren nach den Meisterschafts-Playoffs als Dritte für die 1. Qualifikationsrunde der UEFA Europa League 2014/15 qualifiziert. Zudem gewann er mit Aberdeen den Scottish League Cup 2013/14. In der UEFA Europa League setzten sich die Schotten gegen den estnischen Vierten FK Daugava Riga durch. Auch die zweite Runde gegen den FC Groningen wurde überstanden, wobei McGinn ein Tor zum 2:1-Sieg in Groningen beisteuerte. In der dritten Runde verloren sie dann aber beide Spiele gegen Real Sociedad San Sebastián, den Siebten der spanischen Meisterschaft. McGinn kam in allen sechs Spielen zum Einsatz, in denen er zwei Tore erzielte. Die Saison 2014/15 schloss Aberdeen als Vizemeister ab, hatte aber am Ende 17 Punkte Rückstand auf Celtic. Sie hatten sich aber die Teilnahme an der 1. Qualifikationsrunde zur UEFA Europa League 2015/16 gesichert. Diese überstanden sie nur durch die Auswärtstorregel gegen den mazedonischen Dritten KF Shkëndija, wobei McGinn die Schotten beim 1:1 im Hinspiel in Skopje mit 1:0 in Führung gebracht hatte, so dass ein 0:0 im heimischen Stadion im Rückspiel reichte. In der zweiten Runde gegen den kroatischen Vizemeister HNK Rijeka gewannen sie zunächst in Rijeka mit 3:0. Beim Rückspiel lagen sie aber in der 63. Minute mit 0:2 zurück. Eine Minute später gelang McGinn der Anschlusstreffer und acht Minuten später den Dons noch der Ausgleich. In der dritten Runde führte sie die Reise ins weit entfernte Kasachstan, wo sie auf den kasachischen Dritten FK Qairat Almaty trafen und verloren mit 1:2. Dies konnten sie mit einem 1:1 im Rückspiel nicht mehr ausgleichen. Die Saison 2015/16 schloss er mit Aberdeen wieder als Vizemeister ab und konnte den Rückstand auf Celtic nun auf 15 Punkte verringern.

### Nationalmannschaft
Sein Debüt für die Nationalmannschaft gab Niall McGinn am 19. November 2008 im freundschaftlichen Länderspiel gegen Ungarn in Belfast. Das Spiel ging mit 0:2 verloren, McGinn wurde in der 55. Minute für Michael Duff eingewechselt. Anschließend stand er in der Weltmeisterschaftsqualifikation im Aufgebot und kam aber nach vier Spielen als Bankdrücker und zwei Einsätzen in Freundschaftsspielen erst im September 2009 beim 0:2 gegen die Slowakei zu seinem ersten Pflichtspieleinsatz und einen Monat später zu seiner ersten Partie über 90 Minuten. Durch die Niederlage gegen die Slowaken und das anschließende 1:1 gegen die Tschechen verpassten die Nordiren die WM-Endrunde in Südafrika. Auch die folgende Qualifikation für die EM 2012, bei der er zu sechs Einsätzen kam, verlief wieder erfolglos.
In der nächsten WM-Qualifikation kam er am 16. Oktober 2012 beim 1:1 gegen Portugal zu seinem ersten Einsatz nach einem Bänderriss und erzielte beim 100. Länderspiel von Cristiano Ronaldo sein erstes Länderspieltor und damit die 1:0-Führung für die Nordiren. Er wurde dann in den nächsten 13 Spiele auch eingesetzt, die Nordiren konnten sich aber auch unter dem neuen Trainer Michael O’Neill nicht für die WM qualifizieren.
In der Qualifikation für die Fußball-Europameisterschaft 2016 in Frankreich wurde er im ersten Spiel gegen Ungarn zwar erst im letzten Drittel eingewechselt, erzielte dann aber den 1:1-Ausgleich und bereitete den 2:1-Siegtreffer für Nordirland vor. In sieben der verbliebenen neun Partien kam er zum Einsatz und dreimal half er mit Vorlagen wertvolle Punkte zu sichern. Am Ende gelang Nordirland erstmals die Teilnahme an einer EM und McGinn wurde in das Aufgebot seines Landes aufgenommen. Zum Auftakt gegen Polen wurde er noch nicht eingesetzt. In der zweiten Partie gegen die Ukraine kam er wenige Minuten vor Ende der regulären Spielzeit zu seinem EM-Debüt. In der letzten Minute der Nachspielzeit erzielte er das 2:0 für sein Team und machte damit den ersten EM-Sieg Nordirlands überhaupt perfekt. Gegen Weltmeister Deutschland wurde er im letzten Gruppenspiel auch erst gegen Ende eingewechselt, konnte dem mit 0:1 verlorenen Spiel aber keine Wende mehr geben. Dennoch qualifizierten sich die Nordiren als viertbester Gruppendritter für das Achtelfinale, wo es gegen Wales zum ersten britischen K.-o.-Spiel bei einem großen Fußballturnier kam. Nachdem Gareth McAuley eine Viertelstunde vor Schluss den Ball zum 0:1 ins eigene Netz gelenkt hatte, kam McGinn zum dritten Mal als Einwechselspieler zum Zug, konnte aber nichts mehr beitragen, um das Turnier-Aus abzuwenden.

## Erfolge
- Schottischer Meister 2011/12 (mit Celtic ohne Einsatz)
- Schottischer Ligapokalsieger 2008/09 (mit Celtic ohne Einsatz), 2013/14 (mit Aberdeen)
- Schottischer Pokalsieger 2010/11 (mit Celtic ohne Einsatz)
- Qualifikation für das EM-Achtelfinale 2016